# El Satánico
El Satánico, pseudonimo di Daniel López López (Guadalajara, 26 ottobre 1949), è un wrestler messicano.
Originariamente indossava una maschera, ma la perse agli inizi di carriera e da allora lottò sempre senza. Trascorse la maggior parte della sua carriera nella Consejo Mundial de Lucha Libre (CMLL), dove lottava come rudo ("malvagio").
El Satánico fu uno dei membri principali della stable "Los Infernales" fin dalla sua creazione nei primi anni ottanta. Los Infernales conquistarono il CMLL World Trios Championship in tre occasioni diverse e anche il Mexican National Trios Championship per tre volte. In singolo, In carriera El Satánico vinse CMLL World Middleweight Championship, CMLL World Welterweight Championship, Mexican National Middleweight Championship (tre volte), NWA World Light Heavyweight Championship (quattro volte) e NWA World Middleweight Championship (cinque volte).
Per anni López svolse anche l'attività di allenatore di giovani talenti presso la scuola di wrestling della CMLL, prendendo parte allo sviluppo di quasi tutti i wrestler che hanno lavorato per la CMLL negli anni 2000. Successivamente ha aperto la sua scuola di wrestling personale. Attualmente lotta sporadicamente nel circuito indipendente messicano.

## Allenatore
Daniel López è considerato uno dei migliori allenatori/addestratori di wrestling attivi in Messico, seguendo le orme del suo mentore Diablo Velasco. È capo allenatore della CMLL a Guadalajara, Jalisco, Messico (Gimnasio del Diablo Velasco) e quindi è stato coinvolto nella formazione di molti lottatori impiegati dalla CMLL, nonché di studenti che hanno continuato a lavorare per altre promozioni in tutto il mondo.

## Titoli e riconoscimenti
- Empresa Mexicana de la Lucha Libre / Consejo Mundial de Lucha Libre
  - CMLL World Middleweight Championship (1)[3]
  - CMLL World Trios Championship (3) – con MS-1 & Pirata Morgan (2), Emilio Charles Jr. & Rey Bucanero (1)[4]
  - CMLL World Welterweight Championship (1)[5]
  - Mexican National Middleweight Championship (3)[6]
  - Mexican National Trios Championship (3) – con MS-1 & Pirata Morgan (2) e Mephisto & Averno (1)[7][8]
  - NWA World Light Heavyweight Championship (4)[9]
  - NWA World Middleweight Championship (5)[10]
- Frontier Martial-Arts Wrestling
  - FMW Independent World Junior Heavyweight Championship (1)[11]
- International Wrestling Revolution Group
  - Copa Higher Power (1999) – con Astro Rey Jr., Máscara Mágica, Rey Bucanero e Último Guerrero
- Pro Wrestling Illustrated
  - 74º tra i migliori 500 wrestler singoli nei PWI 500 del 1997[12]
  - 182º tra i migliori 500 wrestler singoli nei PWI Years del 2003
- Universal Wrestling Association
  - UWA World Middleweight Championship (1)[13]
- Wrestling Observer Newsletter
  - Wrestling Observer Newsletter Hall of Fame (Classe del 2001)